# 喀拉蝇子草
喀拉蝇子草（学名：Silene karaczukuri）是石竹科蝇子草属的植物。分布在塔吉克以及中国大陆的新疆等地，生长于海拔4,000米至4,300米的地区，一般生长在多砾石的高山草甸和沟谷石缝中，目前尚未由人工引种栽培。